# 莱库沃特
莱库沃特（法語：L'Écouvotte，法語發音：[lekuvɔt]）是法国杜省的一个市镇，属于贝桑松区。

## 地理
莱库沃特（47°20'26"N, 6°15'4"E）面积2.16 平方千米，位于法国勃艮第-弗朗什-孔泰大區杜省，该省份为法国东部内陆省份，北起上索恩省，西接汝拉省，东部及东南部与瑞士接壤，东北部与贝尔福地区省接壤。
与莱库沃特接壤的市镇（或旧市镇、城区）包括：布勒孔绍、勒皮、圣伊莱尔、瓦勒德鲁朗。

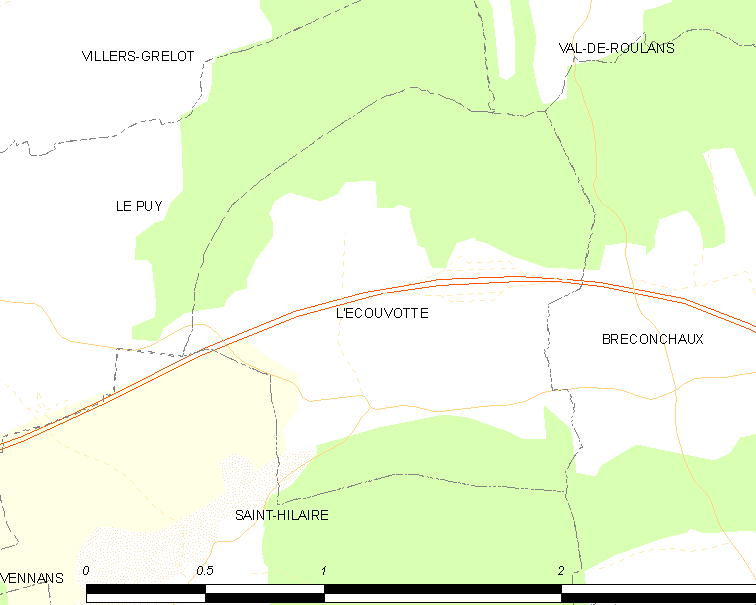
莱库沃特的OSM定位图

莱库沃特的时区为UTC+01:00、UTC+02:00（夏令时）。

## 行政
莱库沃特的邮政编码为25640，INSEE市镇编码为25215。

## 政治
莱库沃特所属的省级选区为博姆莱达姆县。

## 人口

1962-2008年间莱库沃特人口变化图示

莱库沃特于2022年1月1日时的人口数量为97人。